# Foro imbutito
Il foro imbutito (o foro svasato) è un foro realizzato su un qualsiasi materiale che riporti sul bordo una sorta di guida verso il centro del foro, solitamente si tratta di un incavo a forma di imbuto che rende più agevole il centraggio di viterie e/o permette di pareggiare la testa della vite al profilo del pezzo in modo da non aver ingombri esterni.
Tipica applicazione del foro imbutito è nella lavorazione delle lamiere, allo scopo di aumentarne o diminuirne, a seconda del lato di utilizzo, l'attrito con altri oggetti.
Ad esempio una lamiera che funge da gradino di una scala può essere dotata di fori imbutiti con l'incavo rivolto verso l'alto che creano delle protuberanze antiscivolo. Il cestello di una lavatrice, invece, può essere dotato di fori imbutiti con l'incavo rivolto verso l'esterno in modo da consentire lo scivolamento dei panni all'interno del cestello senza essere danneggiati.